# Louis-Sébastien Le Nain de Tillemont
Louis-Sébastien Le Nain de Tillemont, francoski rimskokatoliški duhovnik in zgodovinar, * 30. november 1637, Pariz, † 10. januar 1698, Tillemont.
Tillemont je najbolj poznan po dveh delih: Mémoires pour servir á l'histoire ecclésiastique des six premiers siècles (zgodovina prvih 6 stoletij katoliške Cerkve) in Histoire des empereurs et autres princes que ont régné pendant les six premiers siècles de l'Eglise (zgodovina rimskega cesarstva).